# Xylophanes amadis
Xylophanes amadis är en fjärilsart som beskrevs av Stoll 1782. Xylophanes amadis ingår i släktet Xylophanes och familjen svärmare. Inga underarter finns listade i Catalogue of Life.

## Bildgalleri

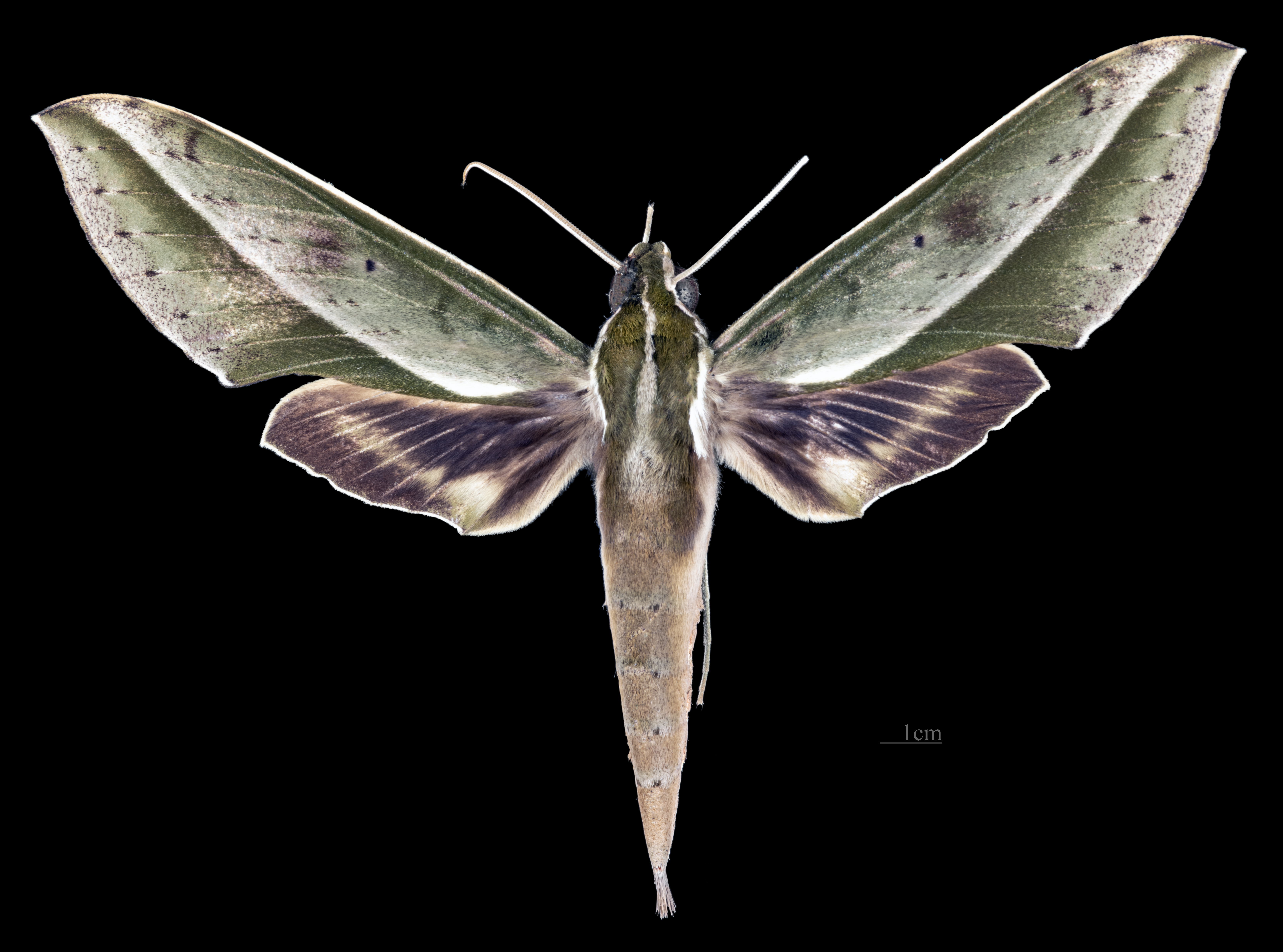
Xylophanes amadis honlig
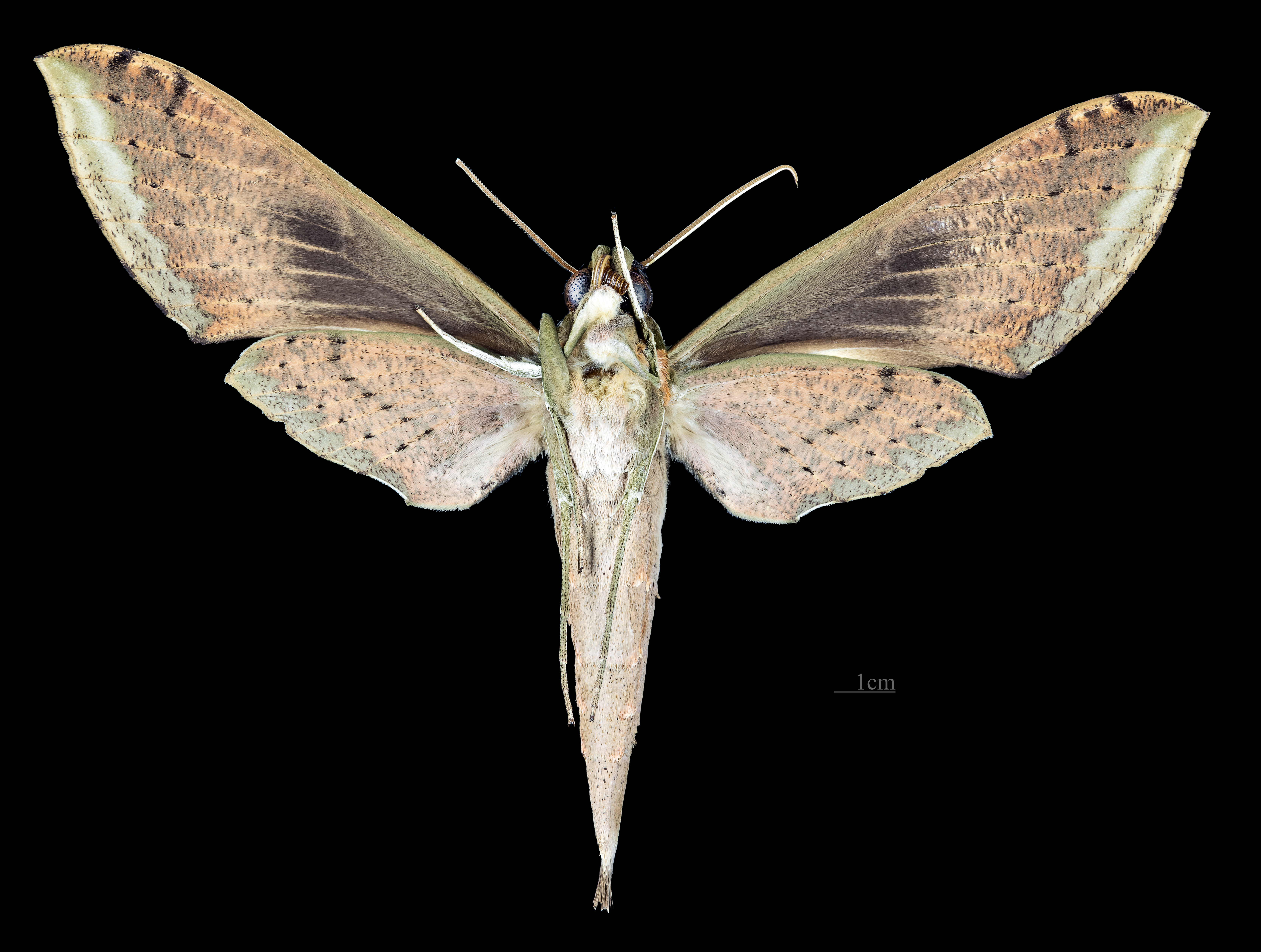
Xylophanes amadis honlig  △